# Cataphractaire

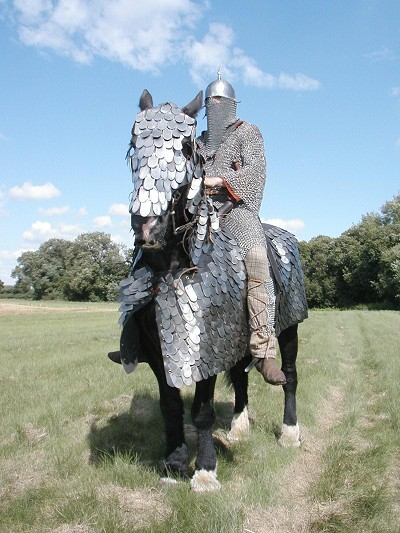
Reconstitution d'un cataphractaire sassanide.

Un cataphractaire était une forme de cavalerie lourde utilisée dans les guerres antiques par un grand nombre de peuples d'Eurasie occidentale. Le terme français est dérivé du grec κατάφρακτος, kataphractos, qui signifie littéralement « totalement protégé ». Le terme de « cataphracte » peut également être rencontré en référence à l'armure portée par les cataphractaires.
Historiquement, les cataphractaires étaient des cavaliers très lourdement protégés dont le cavalier et sa monture étaient recouverts de la tête aux pieds par une cotte de mailles, et étaient armés avec une longue lance appelée contus. Les cataphractaires servirent dans les armées de l'Antiquité comme une troupe de choc destinée à briser les formations d'infanterie adverse. Décrits par de nombreux historiens depuis le début de l'Antiquité classique jusqu'au Haut Moyen Âge, ils ont en partie donné naissance à la féodalité en Europe et sont les ancêtres des chevaliers et des paladins du Moyen Âge.
De nombreux peuples tels que les Scythes, les Sarmates, les Achéménides, les Séleucides, les Parthes, les Alains, les Sassanides, les Romains, les Arméniens et les Byzantins ont déployé des cataphractaires.
À l'Ouest, l'apparition de la cavalerie lourde romaine semble avoir été une réponse aux campagnes orientales contre les Parthes et les Sassanides en Asie Mineure, ainsi qu'à plusieurs défaites face aux cataphractaires scythes des steppes eurasiennes, et la plus notable est celle des Parthes à la Bataille de Carrhes. Traditionnellement la cavalerie romaine n'était ni lourdement cuirassée, ni vraiment efficace. Le corps des équites, essentiellement composé de cavalerie légère équipée de lances et d'épées, servait principalement à attaquer les traînards et les ennemis en déroute et n'était que peu utilisé en bataille rangée. L'adoption de la cavalerie lourde au sein de l'armée romaine tardive eut lieu vers le IIIe et le IVe siècle. L'empereur Gallien (253–268 AD) et son général Auréolus, qui conspira contre lui, sont les principaux acteurs de l'entrée des cataphractaires au sein de l'armée.

## Étymologie
L'origine du mot est sans aucun doute grecque : Kataphraktos (ou suivant les différentes translittérations : Cataphraktos, Cataphractos, Katafraktos, etc.) est composée des racines κατά « complètement » et φρακτός « couvert, protégé », qui peut être interprété comme « complètement cuirassé » ou « clos de tous côtés ». Le terme apparaît pour la première fois en latin dans les écrits de Sisennus : « … loricatos, quos cataphractos vocant… », ce qui signifie «… les cuirassés, qu'ils appellent cataphractaires… ».
Il semble qu'il y ait eu une certaine confusion dans les termes lors de l'Antiquité tardive car tous les cavaliers cuirassés qui étaient traditionnellement désignés par equites durant la République romaine, furent par la suite exclusivement désignés comme « cataphractaires ». Les écrits de Végèce du IVe siècle décrivent les armures de toutes sortes comme « cataphractes », ce qui à l'époque pouvait désigner soit la lorica segmentata soit la lorica hamata. Ammien Marcellin, un soldat romain et historien du IVe siècle mentionne les « cataphracti equites (quos clibanarios dictitant) » signifiant la « cavalerie cataphracte qu'ils appellent clibanarii », tout en insinuant que clibanarii est un terme étranger non utilisé en latin classique.
Clibanarii est un terme latin pour « cavaliers recouverts d'armure », lui-même dérivé de κλιβανοφόροι, Klibanophoroi signifiant « porteur de marmite » du mot grec κλίβανος, signifiant « marmite ». Cependant il apparaît plus souvent dans les sources latines que dans les sources grecques tout au long de l'Antiquité. Les origines du terme grec original sont doubles : il peut s'agir d'une référence humoristique aux cataphractaires lourdement cuirassés (comme des hommes prisonniers dans des armures qui chaufferaient très vite à la manière d'un four) ou il dériverait du vieux-perse, griwbanar (or grivpanvar), lui-même issu des racines iraniennes, griva-pana-bara, pouvant se traduire par « porteur d'encolure ».
Les historiens romains Arrien, Élien et Asclépiodote utilisaient le terme cataphractaires dans leurs traités militaires pour désigner tous les types de cavalerie avec une monture ou un cavalier entièrement ou partiellement cuirassé. D'un autre côté, l'historien byzantin Léon le Diacre les appelle « πανσιδήρους ιππότας » que l'on peut traduire par « chevaliers complètement recouverts de mailles ».
Par conséquent, il existe une certaine ambiguïté pour définir précisément ce qu'était un cataphractaire dans l'Antiquité tardive, de même que pour savoir s'ils étaient distincts des clibanarii. Certains historiens supposent que les cataphractaires et les clibanarii étaient un même type de cavalerie qui était désigné différemment suivant les régions et les langues. La cavalerie de type cataphractaire en service dans l'Empire romain d'Occident portait toujours la variante latinisée du terme grec original Cataphractarii. Cette cavalerie stationnée dans l'Empire romain d'Orient ne portait pas de terme exclusif pour la désigner et les variantes grecques étaient utilisées dans les sources historiques du fait de la forte influence grecque dans l'Empire byzantin (particulièrement après le VIIe siècle lorsque le latin cessa d'être la langue officielle). Des sources plus récentes sous-entendent cependant que les clibanarii étaient en fait un type encore plus lourd de cavalerie ou formaient des unités spéciales (telles que les Equites Sagittarii Clibanarii, un équivalent romain des archers montés mentionnés pour la première fois dans la Notitia Dignitatum). Par conséquent, chaque position peut être défendue mais étant donné que cette cavalerie a été utilisée durant plus d'un millénaire par de nombreuses cultures, il n'est pas étonnant que plusieurs origines soient possibles.

## Origines scythes

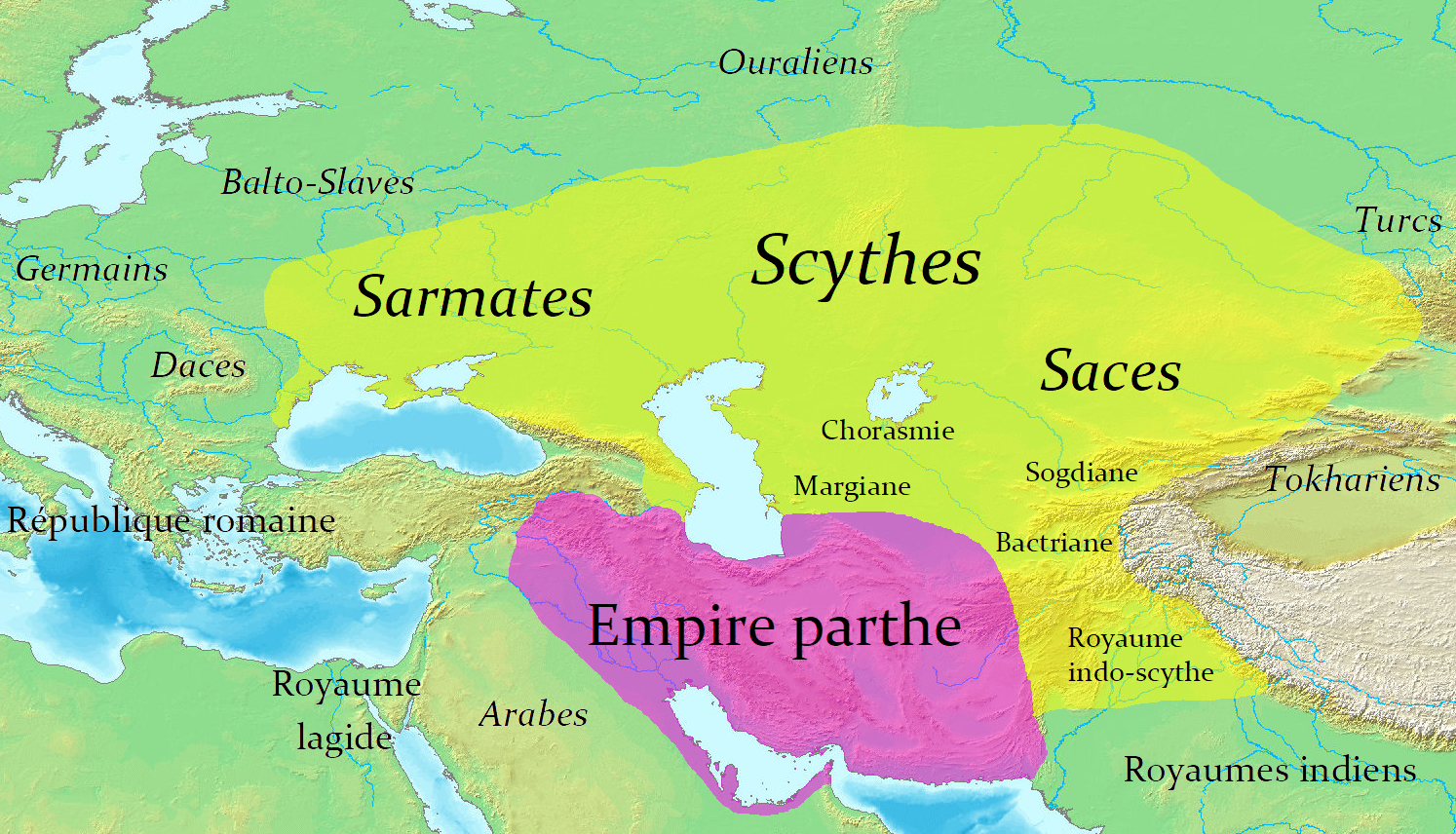
Territoire vers -100 des Parthes et des Scythes auxquels on attribue la première utilisation documentée des cataphractaires.

L'utilisation de la cavalerie sur les champs de bataille trouve son origine dans les steppes d'Asie centrale, dont les habitants furent les premiers à domestiquer le cheval et initièrent le développement du char. La plupart de ces tribus nomades vers 2000 av. J.-C. étaient largement des populations indo-européennes de l'âge du bronze qui quittèrent les steppes d'Asie pour le plateau iranien autour de 900. Deux de ces tribus sont connues grâce à des preuves archéologiques, les Mitanni et les Kassites. Même si les preuves sont parcellaires, on suppose qu'ils élevaient et croisaient des chevaux pour différents usages. L'un des prérequis indispensables au développement de la cavalerie cataphractaire dans le Proche-Orient ancien, en plus de la métallurgie et des zones de pâturages, était l'évolution des croisements sélectifs et de l'élevage. La cavalerie cataphractaire nécessitait des chevaux extrêmement endurants et puissants et sans une sélection minutieuse sur des critères musculaires, ils n'auraient jamais été capables de supporter le poids de l'armure et du cavalier tout au long de la bataille.
Les premiers royaumes indo-iraniens étaient les ancêtres des Scythes et des Mèdes qui fondèrent le tout premier empire iranien en 625. C'est l'empire mède, qui laissa la première preuve écrite irréfutable de croisements équins autour du VIIe siècle av. J.-C., qui permit l'apparition d'une race de cheval connue sous le nom de nisséen, issue des monts Zagros pour être utilisée pour la cavalerie lourde. Le nisséen fut bientôt renommé dans toute l'Eurasie, et en particulier en Perse antique, comme la monture de la noblesse qui, après la période de la Grèce archaïque, semble avoir influencé de nombreuses races équines modernes. Avec le rôle de plus en plus agressif joué par la cavalerie, la protection du cavalier et du cheval devint primordiale. Cela fut particulièrement vrai pour les peuples qui considéraient la cavalerie comme la base de leur puissance militaire. En effet, la colonne vertébrale des armées perses telles que les Mèdes ou leurs successeurs était le cheval.
Ces premières traditions équestres, fortement liées à la caste dirigeante et à la noblesse, se répandirent dans les steppes eurasiennes et dans le plateau iranien à partir de -600. Le nouvel Empire perse qui succéda aux Mèdes après 550 av. J.-C. exploita les anciennes tactiques militaires et les traditions de croisements, et les combinèrent à l'expérience des conflits contre les cités-États grecques, les Babyloniens, les Assyriens, les Scythes et les tribus d'Arabie du Nord pour créer une armée reposant presque exclusivement sur la cavalerie.

## Diffusion en Asie centrale et en Mésopotamie
Lorsque l'on parle de l'évolution de la cavalerie lourde, il faut noter qu'elle ne se fit pas de manière isolée en un unique point durant une période définie (telle que le plateau iranien) mais se fit simultanément dans différentes régions de l'Asie centrale et du sous-continent iranien. Les régions d'Assyrie et du Khwarezm jouèrent un rôle important dans le développement de la cavalerie lourde durant le Ier millénaire av. J.-C. Les bas-reliefs découverts dans les ruines de Nimrud (l'ancienne ville assyrienne fondée par le roi Salmanazar Ier au XIIIe siècle av. J.-C.) représentent pour la première fois des cavaliers portant des armures de plaques probablement déployés pour fournir aux Assyriens un avantage tactique sur les archers montés non protégés des tribus nomades comme les Araméens, les tribus d'Arabie, les Babyloniens. Initialement armés avec une lance, ces premiers cavaliers furent par la suite équipés d'arcs sous le règne de Sennacherib (705-681 av. J.-C.), ce qui présageait le développement de cataphractaires pouvant à la fois combattre à distance et au corps à corps par l'Empire Parthe au Ier siècle av. J.-C..
Les fouilles archéologiques indiquent également que, durant le VIe siècle av. J.-C., des expérimentations similaires eurent lieu parmi les peuples iraniens habitant la région du Khwarezm et le bassin de la mer d'Aral, tels que les Massagètes ou les Scythes qui furent probablement les précurseurs de ces techniques. Si les armes offensives de ces premiers cataphractaires étaient identiques à ceux des Assyriens, ils différaient dans la monture et dans la protection. La question de savoir si ce développement avait été influencé par les Assyriens, par l'Empire achéménide ou l'inverse à la suite des diverses invasions des peuples cavaliers scythes reste discutée du fait du manque de preuves archéologiques.
Les évolutions ultérieures de ces premières formes de cavalerie lourde en Eurasie occidentale ne sont pas entièrement claires. Des cavaliers lourdement protégés apparaissent sur des fresques du IVe siècle av. J.-C. au nord de la mer Noire à une époque où la puissance des Scythes de la mer Noire, qui reposait sur la cavalerie légère, était supplantée par celle des Sarmates, qui sont des Scythes provenant de l'autre côté de la mer Caspienne. Au IIIe siècle av. J.-C., les unités de cavalerie légère servaient dans la plupart des armées orientales, mais peu d'États tentèrent d'imiter les expériences assyriennes avec la cavalerie lourde.

## Les Grecs et les Romains face aux Cataphractaires

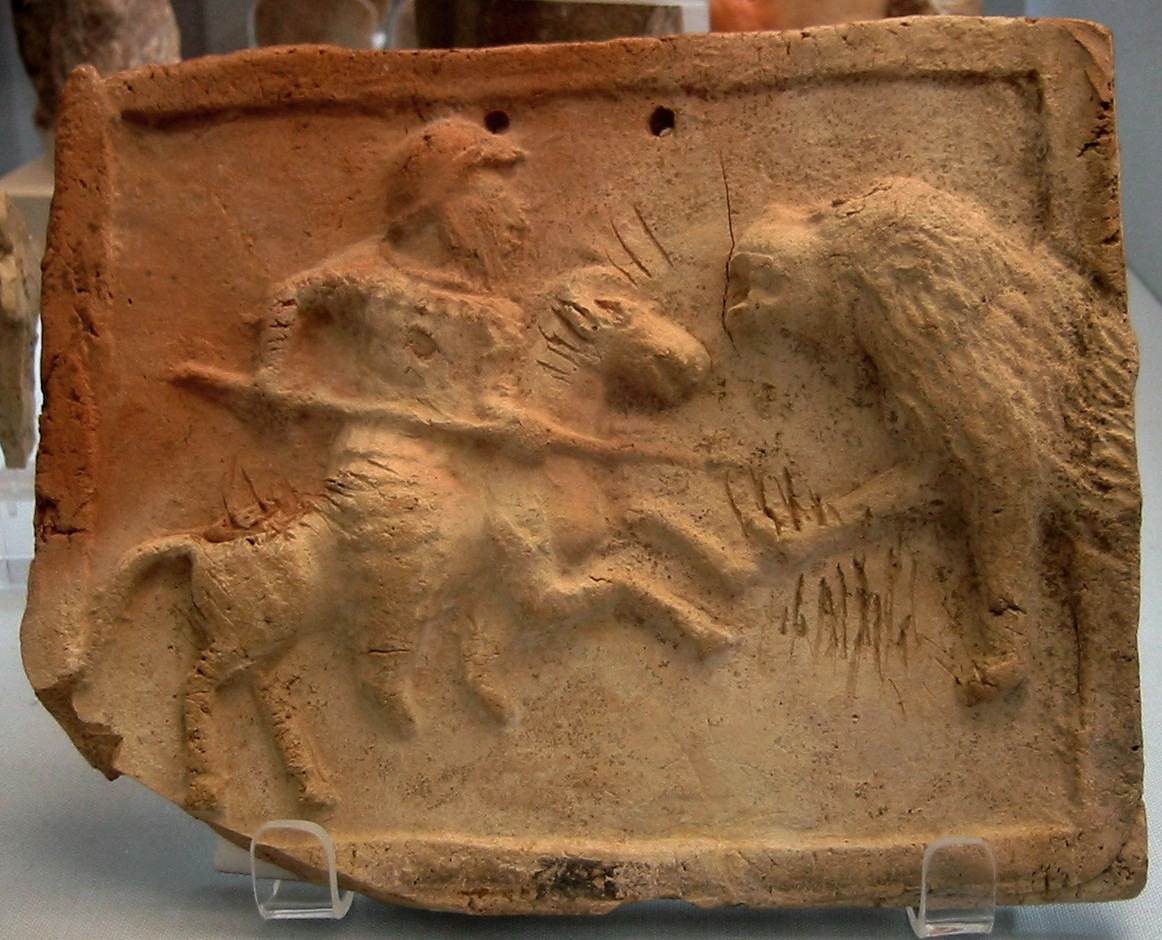
Un bas-relief représentant un cataphractaire parthe combattant un lion se trouvant au British Museum.

Les Grecs furent les premiers à rencontrer les cataphractaires lors des guerres médiques au Ve siècle av. J.-C. contre l'Empire achéménide.
On sait également que les Achéménides employaient de nombreux mercenaires scythes dans leurs armées. La révolte de l'Ionie, un soulèvement contre la domination perse en Asie Mineure qui annonçait la première guerre médique fut vraisemblablement la première rencontre occidentale avec la cavalerie cataphractaire et avec la cavalerie lourde en général.
Les cataphractaires furent aussi adoptés par les Séleucides, les successeurs helléniques du royaume d'Alexandre le Grand après sa mort en 323. Ce n'est que durant le IIe siècle av. J.-C., sous le règne d'Antiochos III que les cataphractaires sont présents de façon significative. Ils sont attestés dans la description, faite par Polybe, de la grande revue de Daphnè en 166 : lors de cette démonstration de forces, Antiochos IV fit parader 1 500 cataphractaires et engage massivement ces soldats durant ses campagnes orientales.
L'Empire parthe, qui s'empara des possessions séleucides à partir du IIIe siècle av. J.-C., était connu pour son utilisation des cataphractaires et des archers. En effet, les Parthes utilisent massivement les cataphractaires durant leurs campagnes de conquête de leur empire, comme l'atteste la multitude des représentations de ce type de soldat.
Les Romains rencontrèrent les cataphractaires durant les fréquents conflits avec les Grecs. Durant les premières confrontations, les cataphractaires furent inefficaces contre l'infanterie romaine et furent écrasés à la bataille de Magnésie du Sipyle en -189 et durant la bataille de Tigranocerte ayant opposée Lucullus et Tigrane II d'Arménie en 69,. Les guerres contre les Parthes en Orient débutèrent avec la défaite de Crassus et de ses 35 000 légionnaires lors de la bataille de Carrhes. Cette première défaite humiliante et inattendue fut suivie par de nombreuses opérations au cours des deux siècles suivants,.
Sous Auguste, le géographe grec Strabon considérait les cataphractaires avec des chevaux protégés comme typiques de l'Arménie, de l'Albanie du Caucase et des armées perses mais selon Plutarque, ils étaient tenus en piètre estime dans le monde hellénique du fait de leurs faibles capacités tactiques contre une infanterie disciplinée ou contre des adversaires plus mobiles comme la cavalerie légère. Cependant, la période prolongée d'exposition aux cataphractaires sur la frontière orientale et la pression grandissante des lanciers sarmates sur le Danube menèrent à l'introduction progressive des cataphractaires au sein de l'armée romaine,. Par conséquent, même si les cavaliers protégés étaient en service au sein de l'armée romaine dès le début du IIe siècle av. J.-C. (Polybe, VI, 25, 3), la première utilisation recensée de cataphractaires (equites cataphractarii) par l'Empire romain remonte au IIe siècle durant le règne de l'empereur Hadrien (117-138) qui créa la première unité auxiliaire de cavaliers en cotte de mailles, la ala I Gallorum et Pannoniorum catafractata.
L'un des architectes clés de ce processus fut évidemment l'empereur Gallien qui créa une force très mobile en réponse aux multiples menaces sur les frontières nord et orientales de l'Empire. Cependant, la victoire de l'empereur Aurélien sur l'Empire de Palmyre de Zénobie en 272 fut remportée grâce à la cavalerie légère et montra l'importance persistante de la mobilité sur le champ de bataille.
Cette période d'exposition prolongée aux cataphractaires fit qu'à partir du IVe siècle, l'Empire romain avait adopté un grand nombre de vexillations de cavalerie cataphractaire mercenaire (voir la Notitia Dignitatum), comme les auxiliaires sarmates,. Les Romains déployèrent des unités de cataphractaires dans tout l'Empire, depuis l'Asie Mineure jusqu'en Angleterre où un contingent de 5 500 cataphractaires sarmates fut déployé par l'empereur Marc Aurèle au IIe siècle.

## Apparence et équipement

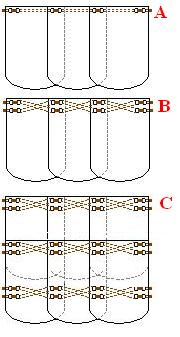
Trois exemples de laçage des broignes employés pour créer les armures des cataphractaires.

L'équipement des cataphractaires est bien connu, notamment en raison de la richesse du matériel épigraphique les représentant et des nombreuses mentions dans les textes antiques.

### Armures
Les cataphractaires étaient presque universellement recouverts de broignes comme la lorica squamata romaine, suffisamment flexible pour offrir une certaine mobilité au cavalier et à sa monture, mais assez résistante pour résister au violent impact d'une charge dans une formation de fantassins. Les broignes étaient fabriquées en superposant des plaques de bronze ou de fer, d'une épaisseur de 4 à 6 millimètres, qui possédaient deux ou quatre trous pour faire passer un fil de métal de manière à les fixer sur un support en cuir. L'armure complète d'un cataphractaire pouvait posséder jusqu'à 1 300 « écailles » et atteignait le poids de 40 kilogrammes. On pouvait également rencontrer des cottes de mailles plates ou lamellaires (semblables en apparence mais différentes dans la fabrication). La protection du cheval était assurée par de larges plaques de métal disposées autour de la taille, des flancs, de l'encolure et de la tête de l'animal, fixées de manière indépendantes pour laisser une certaine liberté de mouvement, mais suffisamment serrées pour qu'elles ne se relâchent pas. De manière générale mais pas systématiquement, un casque très ajusté couvrait la tête et le cou du cavalier ; certains casques perses recouvraient toute la tête et ne laissaient que de minces ouvertures pour le nez et les yeux, tandis que les casques parthes étaient pointus et prolongés par un protège-cou.
Ammien Marcellin, un historien et général romain qui servit dans l'armée de Constance II en Gaule et en Perse et combattit l'armée sassanide durant le règne de Julien décrit la vue d'un groupe de cataphractaires perses au IVe siècle :
« Toute cette armée n'était que fer. De la tête aux pieds chaque soldat était couvert d'épaisses lames de ce métal, assez artistement ajustées pour laisser toute liberté aux mouvements des membres et au jeu des articulations. Ajoutez à cette armure des casques figurant par devant la face humaine, et qui ne laissaient de jour que pour voir et respirer ; seuls points par où ces corps complètement cuirassés fussent accessibles aux blessures… »
Certains cataphractaires portaient une armure principalement frontale, qui fournissait une bonne protection durant les charges et contre les projectiles tout en évitant le poids et l'encombrement d'une protection complète. Généralement, les cataphractaires n'avaient aucun bouclier, particulièrement s'ils avaient une lourde armure, car si les deux mains étaient utilisées pour tenir la lance et le bouclier, il était difficile de tenir la monture, d'autant plus que les étriers n'existaient pas encore. Les cataphractaires orientaux et perses, particulièrement ceux de l'Empire sassanide, pouvaient emporter des arcs afin de harceler les lignes adverses avant une éventuelle attaque. Cela reflétait la longue tradition d'archerie montée utilisée par les différents empires perses.

### Lance
Les lances des cataphractaires (contus) ressemblaient aux sarisses employées par les phalanges grecques. Ces lances mesuraient environ 4 mètres de longueur avec une pointe faite de fer, de bronze ou d'os et étaient portées à deux mains.
Cela était difficile car les étriers n'existaient pas encore même si la selle traditionnelle romaine possédait quatre cornes pour assurer la stabilité du cavalier ; néanmoins, il était très difficile pour le cavalier de rester sur sa monture au moment de l'impact. Durant la période sassanide, les militaires perses développèrent une solution innovante pour surmonter le manque d'étrier et réellement « attacher » le cavalier à sa monture. Les cavaliers perses avaient un troussequin à l'arrière de la selle et deux lanières qui passaient au-dessus des cuisses et étaient solidement fixées à la selle ce qui permettait au cavalier de rester en place même en cas de choc violent. Certaines représentations montrent les rois perses au combat dans des armures qui ne dépareilleraient pas dans une joute équestre au Moyen Âge. Les cataphractaires emportaient souvent une deuxième arme comme une épée ou une masse d'arme pour l'utiliser lors des mêlées qui suivaient une charge.
Les historiens débattent pour estimer la longueur de la lance, certains affirmant qu'elle était longue de 4 mètres. Cependant, cette lance est portée avec les deux mains.
Certains cataphractaires déployés vers la fin de l'Empire romain étaient équipés de lourdes fléchettes en plomb appelées Martiobarbuli, semblables aux plumbatas utilisées par l'infanterie. Celles-ci étaient lancées sur les lignes ennemies avant la charge pour désorganiser les formations défensives juste avant l'impact des lances.

### Fouet et hache
Certaines représentations des cataphractaires les montrent armés de fouet et de hache.
Le fouet est ainsi attesté comme arme de guerre des cataphractaires dans les derniers siècles avant notre ère.
La hache, par contre, semble ne pas être une arme de guerre, mais soit une arme de parade, soit un attribut régalien, dévolu au roi et à ses représentants.

### Arc
L'arc apparaît, dans les représentations, comme l'une des principales armes des cataphractaires ; il semblerait que ce soit un arc composite.

## Tactiques
S'ils variaient en apparence, les cataphractaires étaient universellement employés comme des forces d'assaut lourdes, agissant comme des troupes de choc chargées de délivrer toute la puissance d'une manœuvre offensive. Une charge de cataphractaires était généralement soutenue par des tirailleurs (montés ou à pied) placés sur chaque flanc de la formation adverse. Certaines armées formalisèrent cette tactique en déployant deux types de cataphractaires, les conventionnels lourdement protégés sans arcs pour la charge et d'autres possédant à la fois des arcs et des javelots pour le soutien. Cette logique d'armes combinées était particulièrement importante pour le déploiement des cataphractaires. L'armée parthe qui écrasa les Romains lors de la bataille de Carrhes en -53 exploita largement ses archers montés contre l'infanterie lourde romaine. Le tir des archers était concentré sur les rangs denses romains qui se trouvaient ainsi désorganisés et affaiblis, et ainsi beaucoup moins capables de supporter le choc d'une charge de cataphractaires. Ainsi durant cet affrontement, l'armée parthe pourtant quatre fois inférieure en nombre balaya l'armée romaine grâce à la combinaison de mobilité et de harcèlement qui immobilisa l'ennemi et l'usa jusqu'à la charge finale des cataphractaires.
Les charges de cataphractaires se montraient très efficaces du fait de la discipline des cavaliers et du grand nombre de chevaux déployés. Dès le Ier siècle ap. J.-C., en particulier lors des campagnes d'expansions des Parthes et des sassanides, les cataphractaires se révélèrent redoutables contre l'Empire romain, dépendant d'une infanterie moins mobile. Les écrivains romains rapportèrent tout au long de la période impériale la terreur des soldats se retrouvant face à des cataphractaires. Les armées parthes purent par conséquent repousser les incursions romaines au-delà de l'Euphrate parce que les Romains n'avaient rien à opposer à cette cavalerie lourde.
Les cataphractes perses étaient une unité connue sous le nom de Savaran durant la période sassanide et restèrent une force redoutable du IIIe siècle jusqu'à l'effondrement de l'Empire sassanide au VIIe siècle. Initialement, la dynastie sassanide poursuivit les traditions cavalières des Parthes en déployant des unités de cavalerie très lourdes. Ces unités disparurent graduellement au profit d'un cavalier « universel » à partir du IIIe siècle, capable de combattre comme un archer monté ou comme un cataphractaire. Il s'agissait peut-être d'une réponse aux raids menés sur ses frontières par les peuples nomades comme les Huns, les Shvetahûnas, les Xiongnus, les Scythes et les Kouchans, qui favorisaient tous des tactiques de harcèlement et dont les armées reposaient largement sur les archers à cheval. Cependant avec l'intensification des guerres perso-romaines à l'ouest, les anciennes tactiques furent rétablies. Au cours du IVe siècle, Shapur II tenta de réintroduire les cataphractaires lourds des anciennes dynasties pour contrer l'introduction par les Romains, des Comitatenses qui étaient des légionnaires bien protégés de première ligne. L'élite des cataphractaires perses, connue sous le nom de « gardes du corps de Pushtigban » était issue des meilleures unités de Savaran et était comparable à la garde prétorienne attachée aux empereurs romains. Ammien Marcellin écrit dans ses mémoires que les cavaliers du Pushtigban étaient capables d'empaler deux légionnaires avec leur lance au cours d'une seule charge. Les cataphractaires archers semblent avoir été réintroduits dans l'Antiquité tardive, peut-être en réponse à la plus grande polyvalence et mobilité de l'armée romaine.
Dans un ironique retournement de situation, l'élite de l'armée de l'Empire romain d'Orient était devenue, à partir du VIe siècle, des cataphractaires. Au cours des guerres ibérique et lazique initiées dans le Caucase par Justinien, Procope de Césarée écrit que les cataphractaires perses préféraient le tir à l'arc au corps à corps et saturaient les positions adverses avec un déluge de flèches qui provoquaient un grand nombre de blessés. De l'autre côté, les cataphractaires romains préféraient les javelots et les projectiles plus lourds, bien plus meurtriers mais lancés à un rythme plus lent. Les cataphractaires jouèrent un rôle primordial à la bataille de Tricaméron en 533, lors de la reconquête byzantine. Le cycle de charge et de contre-charge des cavaliers cuirassés byzantins du général Bélisaire eut finalement raison des troupes vandales.

## Déclin

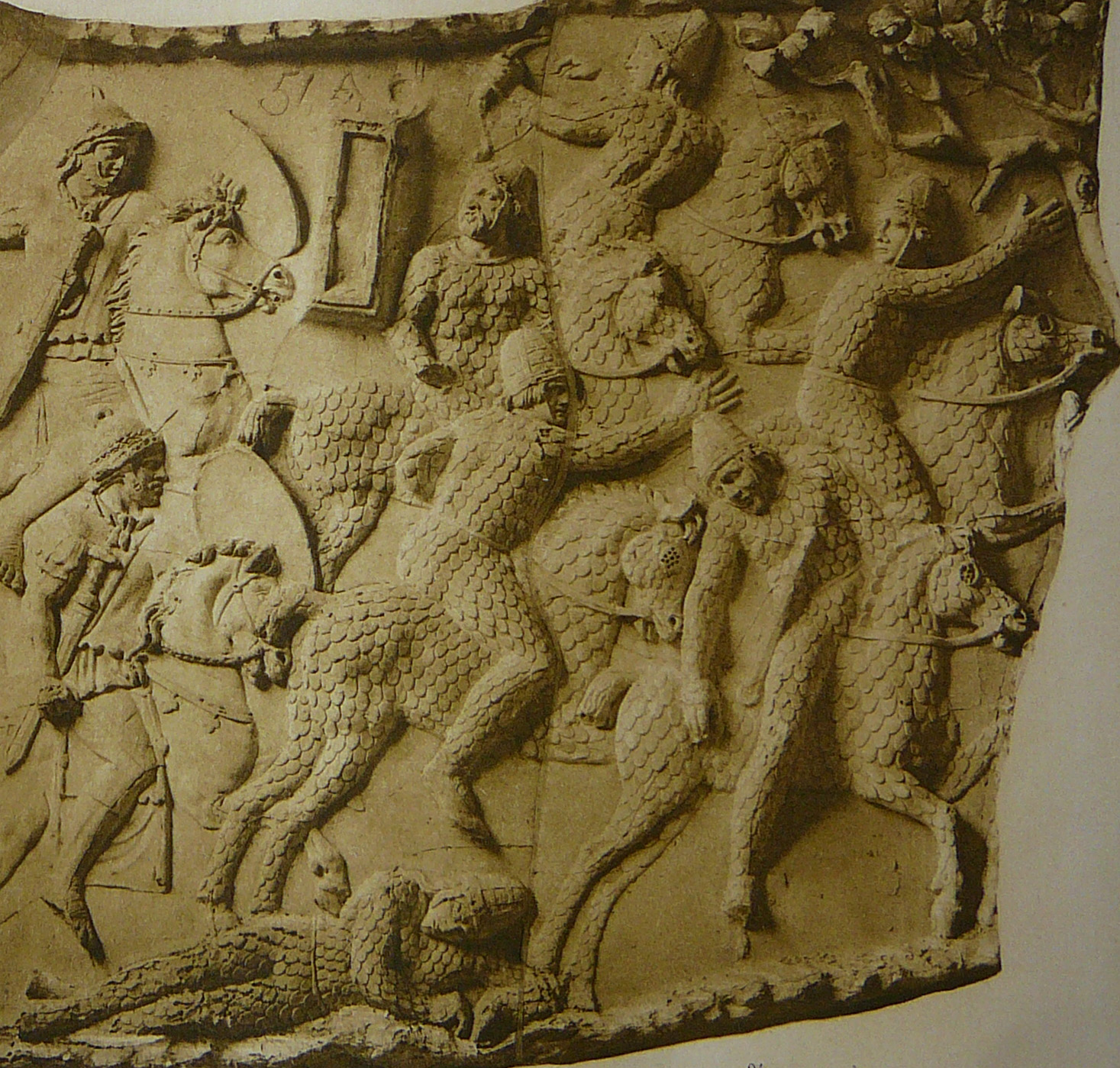
Représentation de cataphractaires sarmates fuyant devant la cavalerie romaine durant les guerres daciques vers 101, sur la colonne Trajane à Rome.

Les références aux cataphractaires byzantins semblent avoir disparu à la fin du VIe siècle car le fameux traité militaire, le Strategikon de Maurice, publié à cette période, ne fait aucune mention des cataphractaires ou de leur utilisation tactique. Cette absence se poursuivit tout au long de la période thématique jusqu'à leur réapparition dans le Sylloge Taktikon de l'empereur Léon VI. Ce retour était probablement lié à la transformation de l'armée byzantine d'une force principalement défensive à une force plus offensive. Les cataphractaires déployés par l'Empire byzantin (principalement après le VIIe siècle lorsque le bas latin cessa d'être la langue officielle de l'empire) étaient désignés par le terme Kataphraktoi, du fait de la forte influence grecque dans l'empire, par opposition au terme latinisé de Cataphractos qui devint inutilisé. Le cœur de l'armée de l'empereur Nicéphore II était composé de cataphractaires équipées d'arcs ou de lances. Ces derniers étaient utilisés pour générer un « coup de marteau » dans lequel les cataphractaires chargeaient l'ennemi, se désengageaient et chargeaient à nouveau jusqu'à ce l'ennemi se disperse tandis que tout le long, les archers cataphractaires bombardaient l'adversaire avec une multitude de projectiles.
Des descriptions contemporaines semblent cependant indiquer que les cataphractaires byzantins n'étaient pas aussi complètement protégés que leurs prédécesseurs romains ou sassanides. L'armure de la monture bien plus légère était composée de plaques de cuir ou de tissus matelassés au lieu de métal. Les cataphractaires byzantins du Xe siècle étaient issus des rangs des propriétaires terriens de la classe moyenne à travers le système de thèmes, ce qui fournissait à l'empire une force professionnelle et motivée qui pouvait financer ses propres frais militaires. Les Clibanarii (qui pouvait désigner une classe de cavalerie distincte des cataphractaires) des Xe et XIe siècles étaient une survivance de la cavalerie très lourde de l'Antiquité. Ces cataphractaires se déployaient en triangle et perçaient les formations ennemies pour former des brèches où pouvaient s'engouffrer les unités plus légères. Autrement, ils étaient utilisés pour cibler le commandement de la force ennemie.
Comme avec les cataphractaires originaux, ces unités semblent être tombées en déclin et leur dernier déploiement connu sur le champ de bataille date de 970 ; la dernière mention de leur existence date de 1001 où ils étaient déployés dans un rôle de garnison. S'ils avaient en effet disparu, il semble qu'ils aient réapparu lors de la restauration comnénienne, une période de profondes réformes financières, administratives et militaires qui firent évoluer l'armée byzantine. L'empereur Alexis Ier Comnène (1081-1118) établit une nouvelle force militaire qui permit de relever l'Empire de l'une de ses plus graves périodes de faiblesses en un nouvel âge d'or semblable à celui connu sous Justinien. Cependant même dans ce cas, il semble que les cataphractaires aient été remplacés par d'autres types de cavalerie lourde.
Il est difficile de déterminer le moment exact où les cataphractaires disparurent. Après tout, les cataphractaires et les chevaliers avaient un rôle relativement similaire dans la guerre médiévale, et les chevaliers survécurent bien au début de l'époque moderne en Europe. L'armée byzantine maintint des unités de cavalerie lourdement protégée jusqu'à la fin, principalement sous la forme des mercenaires d'Europe occidentale appelés Latinikon tandis que les États voisins, les Bulgares, les Serbes, les Avars, les États russes, les Lituaniens, les Khazars et d'autres peuples d'Europe orientale et d'Eurasie imitèrent les équipements militaires byzantins.
Comme la métallurgie européenne devint de plus en plus sophistiquée, la traditionnelle image effrayante et toute-puissante des cataphractaires disparut rapidement. À partir du XVe siècle, les cottes de mailles ou de plaques semblent être tombées en désuétude chez les cavaliers orientaux qui portaient maintenant des cuirasses plus élaborées et robustes en provenance d'Europe Occidentale. Cela et les progrès des premières armes à feu rendaient les fines et souples armures des cataphractaires obsolètes. En dépit de ces avancées, l'armée byzantine ne pouvait pas se payer ces nouveaux équipements en masse et était souvent mal équipée, elle devait ainsi compter de plus en plus sur des technologies militaires archaïques. Les cataphractaires entrèrent définitivement dans l'histoire lors de la chute de Constantinople le 29 mai 1453, quand la dernière nation à déployer de la cavalerie désignée par le terme de cataphractaires disparut.

## Cataphractaires en Asie de l'Est

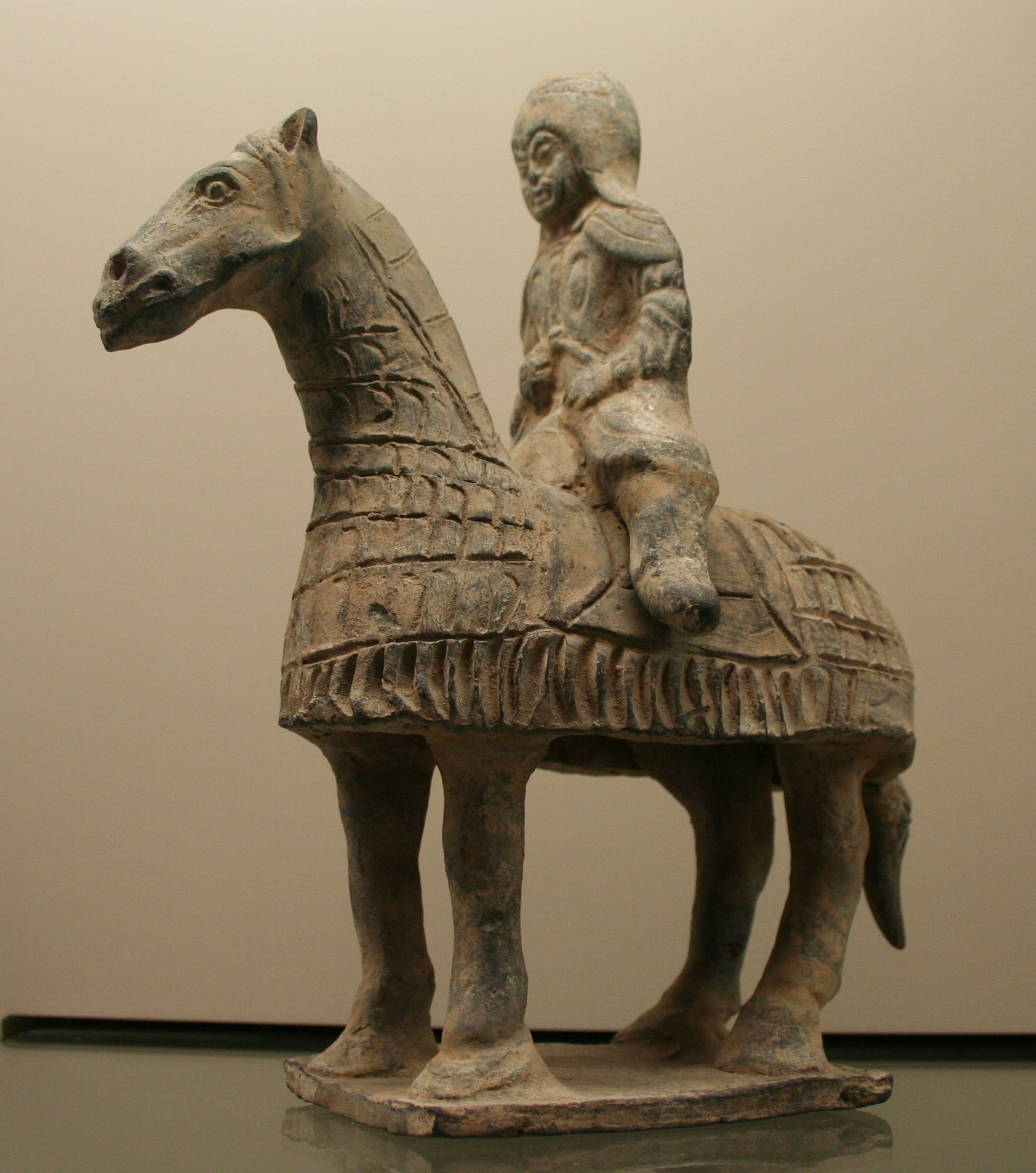
Une figurine chinoise en terre cuite terracotta représentant un cataphractaire datant de la dynastie Wei du Nord (386-534).

Une armure complète pour les chevaux aurait été utilisée en Chine dès la période des Trois Royaumes de Chine. Ce n'est cependant pas avant le début du IVe siècle que les cataphractaires se répandirent au sein des tribus Xianbei de Mongolie intérieure et du Sud de la Mandchourie, ce qui entraîna leur adoption par les armées chinoises de l'ère des Dynasties du Nord et du Sud. De nombreux sites funéraires, des figurines militaires, des peintures murales et des documents officiels de cette période attestent de la grande importance de la cavalerie cuirassée dans la guerre. Par la suite, la dynastie Sui conserva l'usage des cataphractaires, mais l'emploi de l'armure pour les chevaux déclina sous la dynastie Tang (elle était limitée aux cérémonies de funérailles) pour des raisons qui restent peu claires. Leur utilisation fut relancée par les dynasties Liao, des Xia occidentaux et Jin. Ces super-cataphractaires étaient très efficaces et étaient appelés « éperviers de fer ». La dynastie Song développa également des unités de cataphractaires pour contrer celles des autres royaumes chinois, mais le manque de pâturages dans les territoires des Song rendait la mise en place de la cavalerie bien plus difficile. De plus, les Songs étaient continuellement attaqués par les Mongols qui envahirent la Chine en 1279. La dynastie Yuan fondée par l'empereur mongol Kubilai Khan semble avoir mis fin aux traditions de cavalerie cuirassée antérieures, et les cataphractaires semblent avoir disparu en Asie de l'Est au XIVe siècle.
D'autres cultures d'Asie de l'Est sont connues pour avoir déployé des cataphractaires au cours de la même période que les Chinois. Les cataphractaires coréens semblent avoir atteint leur apogée au cours de la période des Trois Royaumes. Dans le même temps, le Tibet utilisa des cataphractaires comme une unité d'élite durant une bonne part de l'Antiquité.

## Dans la culture populaire

### Jeux vidéo
- Le cataphractaire est une unité militaire récurrente dans la série Age of Empires, où il est appelé « cataphracte » :
  - dans le premier opus, il constitue une puissante unité de cavalerie lourde pour les civilisations assyrienne, perse, shang, yamato, choson et macédonienne.
  - dans le second opus, il s'agit d'une unité exclusive aux byzantins, disposant d'armures typiques de ces combattants.
  - dans l'opus Age of Mythology, il s'agit d'une unité exclusive aux chinois.
  - dans le quatrième opus, la civilisation byzantine dispose à nouveau du cataphracte, ayant la possibilité de piétiner les adversaires tout en passant au travers.
- Dans le jeu de stratégie Civilization IV, le cataphractaire est l'unité spéciale des Byzantins.
- Dans le jeu d'action RPG Mount & Blade II: Bannerlord, l'unité « imperial cataphract » est disponible dans les modes de jeux solo et multi-joueurs. Elle est disponible pour les trois factions de l'Empire, en tant qu'unité d'élite. Elle est équipée d'une armure typique et d'un casque couvrant le visage.
- Dans le jeu de stratégie Rise of Kingdoms, le cataphractaire est l'unité spéciale de la civilisation des Byzantins
- Dans le jeu de stratégie Rome:Total War, les cataphractaires peuvent être recrutés sous le nom de "cataphractes" par les factions de la Parthie, de l'Arménie et de l'Empire séleucide

### Littérature
- Les cataphractaires participent aux combats dans Alexandre le Grand et les Aigles de Rome de Javier Negrete.

## Traductions, notes et références
- (en) Cet article est partiellement ou en totalité issu de l’article de Wikipédia en anglais intitulé « Cataphract » (voir la liste des auteurs).

1. 1 2  Nell, Grant S. (1995) The Savaran: The Original Knights. University of Oklahoma Press.
2. ↑  Nikonorov, Valerii P. (1998) Cataphracti, Catafractarii and Clibanarii: Another Look at the old problem of their Identifications. In Voennaia arkheologiia: Oruzhie i voennoe delo v istoricheskoi i sotsial.noi perspektive (Military Archaeology: Weaponry and Warfare in the Historical and Social Perspective). Saint-Pétersbourg, p. 131-138.
3. ↑  Ammien Marcellin, Res gestae, XVI,10 (8).
4. 1 2  Nicolle, David (1992) Romano-Byzantine Armies, 4th–9th Centuries. Osprey Publishing.
5. ↑  Leo Diaconis, Historiae 4.3, 5.2, 8.9.
6. ↑  Mielczarek, Mariusz (1993) Cataphracti and Clibanarii. Studies on the Heavy Armored Cavalry of the Ancient World, p. 14.
7. ↑  Robert Drews, The Coming of the Greeks: Indo-European Conquests in the Aegean and the Near East., Princeton University Press, Chariot Warfare. p. 61.
8. ↑  Perevalov, S. M. (traduit par M. E. Sharpe) (printemps 2002). « The Sarmatian Lance and the Sarmatian Horse-Riding Posture ». Anthropology & Archeology of Eurasia 41 (4): 7–21.
9. 1 2  Farrokh, Kaveh (2005) Sassanian Elite Cavalry, AD224-642. Osprey Publishing.
10. ↑  Eadie 1967, p. 161f.
11. ↑  Rubin 1955, p. 266.
12. ↑  Eadie 1967, p. 162.
13. ↑  Rubin 1955, p. 269–270.
14. ↑  Eadie 1967, p. 163.
15. 1 2 3 4  Bopearachchi et Sachs 2001, p. 323.
16. 1 2  Eadie 1967, p. 163f.
17. 1 2 3  Perevalov 2002, p. 10.
18. 1 2  Perevalov 2002, p. 10ff.
19. 1 2  Eadie 1967, p. 166.
20. ↑  Rubin 1955, p. 276, note 2.
21. ↑  Eadie, John W. (1967) « The Development of Roman Mailed Cavalry ». The Journal of Roman Studies, vol. 57, no 1/2 (1967), p. 161-173.
22. ↑  Eadie 1967, p. 168.
23. ↑  Eadie 1967, p. 170f.
24. ↑  Ammien Marcellin, (353) Histoire de Rome, livre XXV,1 (12).
25. ↑  Driel-Murray, C. van; Connolly, P. (1991) The Roman cavalry saddle. Britannia 22, p. 33-50.
26. ↑  Shahbazi, A. Sh. (2009) Sassanian Army.
27. ↑  Equestrian battle reliefs from Firuozabad Battle scenes showing combat between Parthian and Sassanian cataphracts on horses with barding using lances.
28. 1 2 3  Bopearachchi et Sachs 2001, p. 334.
29. ↑  Bopearachchi et Sachs 2001, p. 335.
30. ↑  Bopearachchi et Sachs 2001, p. 336.
31. ↑  J. Birkenmeier in The development of the Komnenian army: 1081-1180.